# Hylodesmum pauciflorum
Hylodesmum pauciflorum là một loài thực vật có hoa trong họ Đậu. Loài này được (Nutt.) H. Ohashi & R.R. Mill mô tả khoa học đầu tiên năm 2000.